# Mbolo-Pata
Mbolo-Pata est une commune rurale de la préfecture de Bamingui-Bangoran, en République centrafricaine. Elle s’étend au sud-est de la ville de Ndélé.

## Géographie
La commune de Mbolo-Pata est située au sud de la préfecture de Bamingui-Bangoran. Elle est traversée par 2 axes principaux, Ndélé – Pata et Ndélé - Mballa
|         | Dar El Kouti |        |
| Vassako | Mbolo-Pata   | Ouadda |
|         | Koudou-Bégo  | Yéngou |

## Villages
Les principaux villages sont : Kpata (ou Pata), Sangba, Mbala et Mbollo.
La commune compte 16 villages en zone rurale recensés en 2003 : Idongo-Da, Kilibiti, Koutchoukako, Kpata, Krakoma 1, Krakoma 2, Mbala, Mbollo 1, Mbollo 2, Ngoudjaga, Ngoussoua Trofai, Sangba Pdrn, Takara, Vongba, Yangou-Berlo, Yangou-Brindi.

## Éducation
La commune compte 8 écoles : Mbollo, Kpata, Krakoma, Ecofac à Sangba, Mballa, Ngoussoua Trofai, Takara et Idongo.